# Victoria Września
MKS Victoria Września – polski klub piłkarski z Wrześni.

## Historia
Został założony w 1931 z połączenia 1. Wrzesińskiego Klubu Sportowego (1.Wrzesiński KS), oraz KS Ekawera. Nazwa Victoria zapożyczona została od nazwy browaru, którego właściciel Stefan Golcz zobowiązał się wspierać klub. W 1949 odgórną decyzją reformy stalinowskiej klub został włączony do zrzeszenia sportowego Spójnia i pod tą nazwą jako ZS Spójnia funkcjonował do 1956, kiedy to praktycznie przestał istnieć. W tymże roku doszło do fuzji ZS Spójnia z ZKS Stal istniejącym przy Zakładach Wytwórczych Głośników (późniejszy TONSIL). W wyniku połączenia powstał nowy klub MZKS Zjednoczeni Września. Odrodzenie Victorii nastąpiło w 1979 r., po rozpadzie Zjednoczonych.
25 czerwca 2025 roku Victoria wygrała finał baraży o III ligę z Gromem Nowy Staw.

## Zarząd klubu oraz sztab szkoleniowy
- Prezes Zarządu: Mateusz Kuliński
- Wiceprezes: Łukasz Skrzypczak
- Sekretarz: Katarzyna Czajczyńska
- Dyrektor Klubu: Karol Pokładecki
- Członkowie Zarządu: Michał Orwat[2]

- Trener: Paweł Lisiecki[3]

## Historyczne daty dla klubu
- 11.04.1931 – powstanie KS Victoria
- 25.07.1945 – reaktywacja klubu
- 12.07.1949 – powstaje ZS (Zrzeszenie Sportowe) Spójnia
- 04.01.1957 – w wyniku fuzji ZS Spójnia i ZKS Stal powstaje nowy klub MZKS Zjednoczeni
- 1979 – odradza się MKS Victoria (Miejski KS)

## Wszystkie sezony MKS Victoria Września
| - 1931: Kl-C - 1932: Kl-C - 1933: Kl-C - 1934: Kl-C - 1935: KL-C - 1936: Kl-B - 1937: Kl-B - 1938: Kl-C - 1939: Kl-C | - 1945: eliminacje do poszczególnych klas rozgrywkowych - 1946: - 1947: - 1948: - 1949: zmiana nazwy na ZS Spójnia - 1950: KL-A 10 miejsce (ostatnie) - 1951: - 1952: - 1953: - 1954: - 1955: - 1956: następuje fuzja z KS Stal przy zakładach Tonsil i powstaje nowy klub Zjednoczeni Września. |

## Wszystkie sezony Victorii Września reaktywowanej w 1979 r.
| - 1979/80: - 1980/81: - 1981/82: - 1982/83: Liga Okręgowa (Poznań) 6. miejsce - 1983/84: Liga Okręgowa (Poznań) 12. miejsce - 1984/85: - 1985/86: - 1986/87: Liga Okręgowa (Poznań) 4. miejsce - 1987/88: Liga Okręgowa (Poznań) 6. miejsce - 1988/89: Liga Okręgowa (Poznań) 3. miejsce - 1989/90: Liga Okręgowa (Poznań) 2. miejsce i awans z 1. Kotwicą Kórnik - 1990/91: III liga 8. miejsce - 1991/92: III liga 9. miejsce - 1992/93: (IV) Makroregionalna - 1993/94: - 1994/95: (IV) Makroregionalna 4. miejsce - 1995/96: IV liga 8. miejsce - 1996/97: IV liga - 1997/98: Liga Okręgowa - 1998/99: Liga Okręgowa gr.I 1. miejsce i awans - 1999/00: IV liga (gr. wlkp płd) 8. miejsce - 2000/01: IV liga (gr. wlkp płd) 2. miejsce - 2001/02: IV liga (gr. wlkp płd) 2. miejsce | - 2002/03: IV liga (gr. wlkp płd) 3. miejsce - 2003/04: IV liga (gr. wlkp płd) 2. miejsce - 2004/05: IV liga (gr. wlkp płd) 5. miejsce - 2005/06: IV liga (gr. wlkp płd) 8. miejsce - 2006/07: IV liga (gr. wlkp płd) 9. miejsce - 2007/08: IV liga (gr. wlkp płd) 6. miejsce - 2008/09: IV liga (gr. wlkp płd) 12. miejsce - 2009/10: IV liga (gr. wlkp płd) 5. miejsce - 2010/11: IV liga (gr. wlkp płd) 5. miejsce - 2011/12: IV liga (gr. wlkp płd) 8. miejsce - 2012/13: IV liga (gr. wlkp płd) 4. miejsce - 2013/14: IV liga (gr. wlkp płd) 1. miejsce i awans - 2014/15: III liga (gr. kuj-pom-wlkp) 13. miejsce i spadek - 2015/16: IV liga (gr. wlkp płd) 3. miejsce - 2016/17: IV liga (gr. wlkp płd) 4. miejsce - 2017/18: IV liga (gr. wlkp płd) 1. miejsce i przegrane baraże o awans - 2018/19: IV liga (gr. wlkp) 15. miejsce - 2019/20: IV liga (gr. wlkp) 3. miejsce - 2020/21: IV liga (gr. wlkp) 4. miejsce - 2021/22: IV liga (gr. wlkp) 9. miejsce - 2022/23: IV liga (gr. wlkp) 7. miejsce - 2023/24: IV liga (gr. wlkp) 8. miejsce - 2024/25: IV liga (gr. wlkp) 2. miejsce i awans po barażach |

## Sukcesy

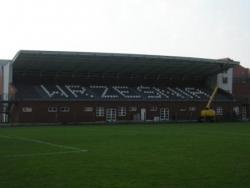
Stadion Miejski we Wrześni

- Występy w III lidze (obecnej II lidze)
- Puchar Polski, grupa Wielkopolski ZPN (2) – 2000/01, 2003/04